# Drake Head
Das Drake Head ist eine Landspitze an der Oates-Küste im Norden des ostantarktischen Viktorialands. Sie markiert die Westseite der Einfahrt zur Davies Bay. 
Entdeckt wurde sie im Februar 1911 von Leutnant Harry Lewin Lee Pennell, Schiffsführer der Terra Nova während der gleichnamigen Antarktisexpedition (1910–1913) unter der Leitung des britischen Polarforschers Robert Falcon Scott. Benannt ist sie nach Francis Randall Hugo Drake (1878–1936), Meteorologe an Bord der Terra Nova bei dieser Forschungsreise.